# Francis Thomas Hurley
Francis Thomas Hurley (12 de enero de 1927-10 de enero de 2016) fue un prelado estadounidense de la Iglesia católica. Se desempeñó como arzobispo de Anchorage (Alaska) de 1976 a 2001.

## Biografía
Francis Hurley nació en San Francisco, California, y fue ordenado al sacerdocio el 16 de junio de 1951. 

### Episcopado
El 4 de febrero de 1970, fue nombrado Obispo auxiliar de Juneau, Alaska, y obispo Titular de Daimlaig por el papa Pablo VI. Hurley recibió su consagración episcopal el 19 de marzo por el obispo Marca Hurley, junto con los obispos William McManus, y Joseph Bernardin, y futuro Cardenal, que sirvió como co-consegradores.
Más tarde fue nombrado el segundo obispo de Juneau el 20 de julio de 1971, y siendo oficialmente como tal el 8 de septiembre. Durante su mandato, Hurley extendió su ministerio hasta las comunidades más pequeñas y remotas de la diócesis, y ayudó a la aplicación de las reformas del Concilio Vaticano II, al promover funciones más activas para los laicos. 
El papa Pablo lo nombró como el segundo arzobispo de Anchorage el 4 de mayo de 1976. Hurley fue oficialmente nombrado como tal el 8 de julio de ese mismo año, y mantuvo ese cargo por veinticuatro años, hasta que finalmente presentó su renuncia al papa Juan Pablo II el 3 de marzo de 2001.
El arzobispo Hurley también era un piloto de aviones.

### Fallecimiento
Falleció en Anchorage el 10 de enero de 2016.